# Pilea caribaea
Pilea caribaea är en nässelväxtart som beskrevs av Ignatz Urban. Pilea caribaea ingår i släktet pileor, och familjen nässelväxter. Inga underarter finns listade i Catalogue of Life.